# Chelonus liber
Chelonus liber är en stekelart som beskrevs av Muesebeck 1956. Chelonus liber ingår i släktet Chelonus och familjen bracksteklar. Inga underarter finns listade i Catalogue of Life.